# Puchar Ameryki Południowej w snowboardzie 2014/2015
Puchar Ameryki Południowej w snowboardzie w sezonie 2014/2015 to kolejna edycja tej imprezy. Cykl ten rozpoczął się 21 sierpnia 2014 roku w chilijskim Corralco. Ostatnie zawody sezonu zostały rozegrane 31 sierpnia 2014 roku w chilijskim Antillanca.

## Konkurencje
- Snowcross
- Slopestyle

## Mężczyźni

### Kalendarz i wyniki
| Lp | Data             | Miejsce    | Konkurencja | Zwycięzca            | 2. miejsce         | 3. miejsce         |
| 1. | 21 sierpnia 2014 | Corralco   | Snowcross   | Tyler Jackson        | Hernan Cataldi     | Danny Bourgeois    |
| 2. | 22 sierpnia 2014 | Corralco   | Snowcross   | Tomas Galan de Malta | Zach Kostigian     | Brett Berndsen     |
| 3. | 31 sierpnia 2014 | Antillanca | Slopestyle  | Jurij Czemodurow     | Matias Schmitt     | Inaqui Irarrazaval |
| 4. | 31 sierpnia 2014 | Antillanca | Slopestyle  | Federico Chiaradio   | Inaqui Irarrazaval | Diego Ceron        |

## Kobiety

### Kalendarz i wyniki
| Lp | Data             | Miejsce    | Konkurencja | Zwycięzca           | 2. miejsce            | 3. miejsce            |
| 1. | 21 sierpnia 2014 | Corralco   | Snowcross   | Katie Anderson      | Isabel Clark Ribeiro  | Meryeta Odine         |
| 2. | 22 sierpnia 2014 | Corralco   | Snowcross   | Meryeta Odine       | Isabel Clark Ribeiro  | Antonia Yanez         |
| 3. | 31 sierpnia 2014 | Antillanca | Slopestyle  | Roberta Irarrazaval | Antonia Yanez         | Wesley Ann Huntington |
| 4. | 31 sierpnia 2014 | Antillanca | Slopestyle  | Roberta Irarrazaval | Wesley Ann Huntington | Raquel Iendrick       |